# Elecciones parlamentarias de Portugal de 1999
Las elecciones parlamentarias de Portugal de 1999 se celebraron el 10 de octubre de ese año, con el propósito de elegir a los miembros de la Asamblea de la República. El PS consiguió 115 diputados en el Parlamento portugués, uno menos que la mayoría absoluta, por lo que necesitó firmar un acuerdo con el BE (2 diputados) para que António Guterres repitiese como primer ministro.
Con una abstención del 38,91%, los resultados completos fueron los siguientes:
| Elecciones legislativas portuguesas de 1999                |           |        |         |      |
| Partido                                                    | Votos     | %      | Escaños | Dif. |
| Partido Socialista (PS)                                    | 2.385.922 | 44,06  | 115     | +3   |
| Partido Social Demócrata (PSD)                             | 1.750.158 | 32,32  | 81      | -7   |
| Coalición Democrática Unitaria (CDU)                       | 487.058   | 8,99   | 17      | +2   |
| Centro Democrático Social-Partido Popular (CDS-PP)         | 451.643   | 8,34   | 15      | =    |
| Bloque de Izquierda (BE)                                   | 132.333   | 2,44   | 2       | +2   |
| PCTP/MRPP                                                  | 40.006    | 0,74   | 0       | =    |
| Partido de la Tierra (MPT)                                 | 19,938    | 0,37   | 0       | =    |
| Partido Popular Monárquico (PPM)                           | 16.522    | 0,31   | 0       | -    |
| Partido de la Solidaridad Nacional (PSN)                   | 11.488    | 0,21   | 0       | =    |
| Partido Humanista (PH)                                     | 7.346     | 0,14   | 0       | -    |
| Partido de los Trabajadores de la Unidad Socialista (POUS) | 4.104     | 0,08   | 0       | =    |
| Partido Democrático del Atlántico (PDA)                    | 438       | 0,01   | 0       | =    |
| Votos en blanco                                            | 56.964    | 1,01   |         |      |
| Votos nulos                                                | 51.230    | 0,95   |         |      |
| Total                                                      | 5.415.102 | 100,00 | 230     |      |

Fuente: Comissão Nacional de Eleições Archivado el 3 de marzo de 2016 en Wayback Machine.